# Alaska Aces
Alaska Aces var ett amerikanskt professionellt ishockeylag som spelade i den amerikanska ishockeyligan ECHL mellan 2003 och 2017. Laget grundades dock redan 1989 som Anchorage Aces och spelade i mindre ishockeyligor fram till 1995 när de anslöt sig till den nystartade ishockeyligan West Coast Hockey League (WCHL). Det varade fram till 2003 när WCHL lades ner och delar av den fusionerades med East Coast Hockey League (ECHL). Aces bytte samtidigt namn till Alaska Aces. 2017 lades verksamheten på is på grund av dålig ekonomi som orsakades av bland annat minskad biljettförsäljning och att Alaska som delstat var nästintill i en recession. Året efter såldes Aces rättigheter till Comcast Spectacor och laget flyttades till Portland i Maine för att vara tredje upplagan av Maine Mariners. De spelade sina hemmamatcher i inomhusarenan Sullivan Arena, som har en publikkapacitet på nästan 6 300 åskådare, i Anchorage i Alaska. Laget hade samarbete med St. Louis Blues, Calgary Flames och Vancouver Canucks i NHL. Aces är ett av ECHL:s mest framgångsrikaste lag som har spelat i ligan och vann tre Kelly Cup, som är trofén till det lag som vinner ECHL:s slutspel.
Spelare som spelade för dem var bland andra Laurent Brossoit, Nils Bäckström, Joey Crabb, Sean Curry, Sebastian Dahm, Brandon Dubinsky, Turner Elson, Ryan Glenn, Scott Gomez, Johan Gustafsson, Alexander Hellström, Justin Johnson, Connor Knapp, Dion Knelsen, Cody Kunyk, Niklas Lundström, Doug Lynch, Chris Minard, Joni Ortio, Anthony Peluso, John Ramage, Ryan Reaves, Josh Soares, Nate Thompson och Tim Wallace.